# Peter Watts
Pour les articles homonymes, voir Watts.
Œuvres principales
- Série Rifterus
- Vision aveugle

Peter Watts, né le 25 janvier 1958 à Calgary en Alberta, est un écrivain canadien de science-fiction.

## Etudes
Peter Watts a fait des études de biologie marine jusqu'en thèse de doctorat.

## Œuvres

### SérieRifteurs
1. Starfish, Fleuve noir, 2010 ((en) Starfish, 1999), trad. Gilles Goullet
2. Rifteurs, Fleuve noir, 2011 ((en) Maelstrom, 2001), trad. Gilles Goullet
3. βéhémoth, Fleuve noir, 2012 ((en) βehemoth, 2004), trad. Gilles GoulletPublié en langue originale en deux tomes : βehemoth: β-Max et βehemoth: Seppuku

### SérieVision aveugle
1. Vision aveugle, Fleuve noir, 2009 ((en) Blindsight, 2006), trad. Gilles Goullet
2. Échopraxie, Fleuve, 2015 ((en) Echopraxia, 2014), trad. Gilles Goullet

### Romans indépendants
- (en) Crysis: Legion, 2011
- Eriophora, Le Bélial', 2020 ((en) The Freeze-Frame Revolution, 2018), trad. Gilles Goullet, 224 p.  (ISBN 978-2-84344-969-7)

### Recueils de nouvelles
- (en) Ten Monkeys, Ten Minutes, 2002
- (en) The Island and Other Stories, 2012
- Au-delà du gouffre, Le Bélial, 2016 ((en) Beyond the Rift, 2013)Ce recueil comprend douze des treize nouvelles de Beyond the Rift ainsi que la postface de Peter Watts, et ajoute quatre textes plus récents.

### Nouvelles traduites en français
- Une niche, 2009 ((en) A Niche, 1991)Parue dans la revue Bifrost no 54, Le Bélial'
- Nimbus, 2002 ((en) Nimbus, 1994)Parue dans la revue Solaris no 143
- L'Île, 2011 ((en) The Island, 2009)Parue dans la revue Bifrost no 61, Le Bélial' - Prix Hugo de la meilleure nouvelle longue 2010
- La Chose, 2010 ((en) The Things, 2010)Parue dans l'anthologie Utopiales 10, ActuSF, coll. « Les Trois Souhaits »
- Le Malak, 2011 ((en) Malak, 2010)Parue dans la revue Bifrost no 64, Le Bélial'
- Collatéral, 2022 ((en) Collateral, 2014)Parue dans la revue Bifrost no 108, Le Bélial'
- ZeroS, 2019 ((en) ZeroS, 2017)Parue dans la revue Bifrost no 93, Le Bélial'
- Les Dieux insectes, 2021 ((en) Insect Gods, 2020)Parue dans l'édition de 2021 de Vision aveugle, Le Bélial'

### Essais
- (en) Peter Watts Is an Angry Sentient Tumor: Revenge Fantasies and Essays, 2019